# Mittlerer Ulmensplintkäfer
Der Mittlere Ulmensplintkäfer (Scolytus laevis) ist ein Rüsselkäfer aus der Unterfamilie der Borkenkäfer (Scolytinae). Da er seine Brutsysteme in der Rinde der Wirtsbäume anlegt, wird er den Rindenbrütern zugerechnet.

## Merkmale
Die Käfer werden 3,5 bis 4,5 Millimeter lang und haben einen schwarz gefärbten, walzenförmigen Körper. Der Halsschild ist groß, vorn verengt, fein punktiert, die Basis und die Seiten sind kantig gerandet. Es verdeckt von oben gesehen nicht den Kopf. Die Stirn besitzt eine kurze Furche und ist beim männlichen Käfer flach und dicht behaart, beim weiblichen Käfer dagegen gewölbt und fast kahl (Sexualdimorphismus). Das Abdomen steigt ab dem zweiten Sternit, das keinen Dornfortsatz trägt, zum Ende hin schräg an. Die Schienen (Tibien) der Vorderbeine sind außen glatt, die Spitze ist hakenförmig gekrümmt. Das dritte Tarsenglied ist zweilappig. Die rotbraun gefärbten Flügeldecken tragen zwei Arten von Punktreihen aus kleinen Vertiefungen. Diese Punktreihen liegen nur um eine Punktbreite auseinander. Der Nahtstreifen ist lang und tief eingedrückt.

## Verbreitung
Die Art ist in Westeuropa außer England, Mittel- und Osteuropa, dem südlichen Nordeuropa und dem Balkan verbreitet.

## Lebensweise
Der Mittlere Ulmensplintkäfer kommt vor allem an Ulmen (Ulmus), gelegentlich auch an Schwarzerle (Alnus glutinosa), Rotbuche (Fagus sylvatica), Spitzahorn (Acer platanoides), Eichen, Linden, Prunus-Arten, und Birnen vor. Er besiedelt die Rinde der Bäume, besonders in den Ästen. Das Fraßbild ist ein vier bis zehn Zentimeter langer, einarmiger Muttergang (senkrechter Längsgang), der meist mit einer Rammelkammer-artigen Erweiterung beginnt, aber variabel sein kann. Die Larvengänge auf jeder Seite sind fein und dicht und bis acht Zentimeter lang. Es kommt zur Ausbildung von einer Generation im Jahr. Der Käfer führt einen Reifungsfraß an grünen Sprossen durch. Dabei und bei seinem Einbohren in die Rinde/Borke kann er Sporen des Pilzes Ceratocystis ulmi übertragen. Dieser Pilz führt zu einer Erkrankung des Baumes, welche meist den Tod des Wirtsbaumes nach sich zieht (Ulmensterben).

## Bekämpfung
Eine Bekämpfung ist praktisch unmöglich, da den Tieren immer bruttaugliches Material zur Verfügung stehen wird. Befallene Bäume werden meist zu spät entdeckt. Befallsherde müssen, will man ein weiteres Ausbreiten eindämmen, vollständig beseitigt werden und die Rinde mit den Larven und Eiern sowie das infizierte Holz vernichtet werden. Vielerorts sind die Ulmen jedoch bereits an dem Pilz eingegangen und stehen somit nicht mehr als Wirtsbaum zur Verfügung. Es gibt Versuche im Anbau mit Resista-Ulmen, welche dem Pilz widerstehen sollen.